# Edoardo Pulciano
Edoardo Pulciano (ur. 18 listopada 1852 w Turynie, zm. 25 grudnia 1911 w Genui) – włoski duchowny rzymskokatolicki, arcybiskup Genui.

## Biografia
Edoardo Pulciano urodził się 18 listopada 1852 w Turynie w Królestwie Sardynii. 22 maja 1875 otrzymał święcenia prezbiteriatu i został kapłanem diecezjalnym.
14 marca 1887 papież Leon XIII prekonizował go biskupem Casale Monferrato. 15 maja 1887 przyjął sakrę biskupią z rąk arcybiskupa turyńskiego kard. Gaetano Alimondy. Współkonsekratorami byli arcybiskup Vercelli Celestino Matteo Fissore oraz biskup pomocniczy turyński Giovanni Battista Bertagna.
11 lipca 1892 przeniesiony na biskupstwo Novary. 16 grudnia 1901 został mianowany arcybiskupem Genui. Zmarł 25 grudnia 1911.